# Мост (село)
Вижте пояснителната страница за други значения на Мост.
Мост е село в Южна България. То се намира в община Кърджали, област Кърджали.

## География
Село Мост се намира в планински район.

## Население
Численост и дял на етническите групи според преброяването на населението през 2011 г.:
|                     | Численост | Дял (в %) |
| Общо                | 697       | 100,00    |
| Българи             | 8         | 1,14      |
| Турци               | 681       | 97,70     |
| Цигани              | 0         | 0,00      |
| Други               | 0         | 0,00      |
| Не се самоопределят | 0         | 0,00      |
| Неотговорили        | 4         | 0,57      |

## Личности
В селото преминава детството на кмета на Кърджали Хасан Азис.